# Norgesmesterskapet 1998
La Norgesmesterskapet 1998 è la 93ª edizione della manifestazione. Iniziata il 21 aprile 1998, si concluse il 1º novembre 1998 con la finale all'Ullevaal Stadion tra Stabæk e Rosenborg, vinta dai primi per tre a uno ai tempi supplementari. La squadra campione in carica fu il Vålerenga.

## Formula
La competizione fu interamente ad eliminazione diretta. Tutti i turni si svolsero in gara unica, con eventuali tempi supplementari e calci di rigore.

## Calendario

### Primo turno
|                   | Risultato        |                 | Data      |
| ----------------- | ---------------- | --------------- | --------- |
| Vidar             | 2-0              | Sandnes         | 21 aprile |
| Førde             | 4-3              | Jotun           | 21 aprile |
| Steinkjer         | 2-3              | Nardo           | 21 aprile |
| Sarpsborg         | 3-2              | Råde            | 22 aprile |
| Drøbak/Frogn      | 0-4              | Fredrikstad     | 22 aprile |
| Eidsvold Turn     | 2-3              | Raufoss         | 22 aprile |
| Fossum            | 1-1 (3-1 d.c.r.) | Jevnaker        | 22 aprile |
| Ski               | 1-3              | Strømmen        | 22 aprile |
| Birkebeineren     | 0-2              | Skeid           | 22 aprile |
| Storm             | 0-4              | Eik-Tønsberg    | 22 aprile |
| Lyngdal           | 1-2              | Start           | 22 aprile |
| Kopervik          | 0-3              | Bryne           | 22 aprile |
| Ny-Krohnborg      | 1-3              | Fana            | 22 aprile |
| Os                | 1-1 (3-4 d.c.r.) | Vard Haugesund  | 22 aprile |
| Åsane             | 3-1              | Fyllingen       | 22 aprile |
| Stryn             | 2-2 (7-6 d.c.r.) | Hødd            | 22 aprile |
| Velledalen/Ringen | 0-5              | Aalesund        | 22 aprile |
| Clausenengen      | 5-0              | Træff           | 22 aprile |
| Tromsdalen        | 4-3              | Finnsnes        | 22 aprile |
| Skjervøy          | 1-4              | Alta            | 22 aprile |
| Holter            | 0-3              | Ullern          | 23 aprile |
| Abildsø           | 3-5              | Lyn Oslo        | 23 aprile |
| Grei              | 0-2              | Kjelsås         | 23 aprile |
| Bærum             | 5-0              | Mjøndalen       | 23 aprile |
| Tynset            | 1-2 (dts)        | HamKam          | 23 aprile |
| Faaberg           | 3-1              | Elverum         | 23 aprile |
| Liv/Fossekallen   | 0-1              | Runar           | 23 aprile |
| Ørn-Horten        | 0-1              | Pors Grenland   | 23 aprile |
| Tollnes           | 1-2              | Odd Grenland    | 23 aprile |
| Mandalskameratene | 2-1              | Jerv            | 23 aprile |
| Ålgård            | 1-0              | Sola            | 23 aprile |
| Ranheim           | 0-1              | Stjørdals-Blink | 23 aprile |
| Namsos            | 1-4              | Strindheim      | 23 aprile |
| Lofoten           | 4-2              | Gevir Bodø      | 23 aprile |
| Harstad           | 1-0              | Stålkameratene  | 23 aprile |

- Byåsen qualificato d'ufficio.

### Secondo turno
|                   | Risultato          |              | Data      |
| ----------------- | ------------------ | ------------ | --------- |
| Fredrikstad       | 0-1                | Kjelsås      | 13 maggio |
| Strømmen          | 1-4                | HamKam       | 13 maggio |
| Ullern            | 1-4                | Sarpsborg    | 13 maggio |
| Lyn Oslo          | 6-0                | Bærum        | 13 maggio |
| Raufoss           | 2-0                | Faaberg      | 13 maggio |
| Eik-Tønsberg      | 9-1                | Fossum       | 13 maggio |
| Runar             | 1-2                | Skeid        | 13 maggio |
| Pors Grenland     | 1-2                | Start        | 13 maggio |
| Mandalskameratene | 0-0 (6-7 d.c.r.)   | Odd Grenland | 13 maggio |
| Vard Haugesund    | 2-3                | Vidar        | 13 maggio |
| Bryne             | 3-0                | Ålgård       | 13 maggio |
| Fana              | 2-2 (17-16 d.c.r.) | Åsane        | 13 maggio |
| Stryn             | 2-2 (5-4 d.c.r.)   | Førde        | 13 maggio |
| Aalesund          | 4-1                | Clausenengen | 13 maggio |
| Nardo             | 0-1                | Byåsen       | 13 maggio |
| Stjørdals-Blink   | 0-6                | Strindheim   | 13 maggio |
| Lofoten           | 0-2                | Tromsdalen   | 13 maggio |
| Alta              | 1-2                | Harstad      | 13 maggio |

### Terzo turno
|              | Risultato        |              | Data     |
| ------------ | ---------------- | ------------ | -------- |
| Sarpsborg    | 0-5              | Rosenborg    | 3 giugno |
| Vålerenga    | 1-3              | Skeid        | 3 giugno |
| Start        | 1-3              | Strømsgodset | 3 giugno |
| Fana         | 2-4              | Molde        | 3 giugno |
| Stryn        | 0-1              | Bryne        | 3 giugno |
| Harstad      | 1-4              | Bodø/Glimt   | 3 giugno |
| Moss         | 2-0              | Eik-Tønsberg | 4 giugno |
| Kjelsås      | 0-2              | Haugesund    | 4 giugno |
| Stabæk       | 1-0              | Aalesund     | 4 giugno |
| HamKam       | ?-? (4-3 d.c.r.) | Sogndal      | 4 giugno |
| Kongsvinger  | 2-1              | Raufoss      | 4 giugno |
| Odd Grenland | 1-2              | Bryne        | 4 giugno |
| Vidar        | 0-1              | Viking       | 4 giugno |
| Strindheim   | 3-3 (4-3 d.c.r.) | Lillestrøm   | 4 giugno |
| Byåsen       | 2-1              | Lillestrøm   | 4 giugno |
| Tromsdalen   | 0-10             | Tromsø       | 4 giugno |

### Quarto turno
|              | Risultato |            | Data      |
| ------------ | --------- | ---------- | --------- |
| HamKam       | 0-1 (dts) | Moss       | 15 luglio |
| Bryne        | 4-2       | Tromsø     | 15 luglio |
| Bodø/Glimt   | 1-0       | Strindheim | 15 luglio |
| Skeid        | 4-1 (dts) | Haugesund  | 15 luglio |
| Brann        | 3-1       | Byåsen     | 15 luglio |
| Kongsvinger  | 1-3 (dts) | Stabæk     | 15 luglio |
| Molde        | 2-1       | Viking     | 16 luglio |
| Strømsgodset | 1-4       | Rosenborg  | 16 luglio |

### Quarti di finale
|           | Risultato |            | Data     |
| --------- | --------- | ---------- | -------- |
| Rosenborg | 5-0       | Bryne      | 5 agosto |
| Moss      | 2-1       | Bodø/Glimt | 5 agosto |
| Stabæk    | 3-1       | Skeid      | 5 agosto |
| Brann     | 4-0       | Molde      | 8 agosto |

### Semifinali
|       | Risultato        |           | Data         |
| ----- | ---------------- | --------- | ------------ |
| Brann | 2-3              | Rosenborg | 23 settembre |
| Moss  | 0-0 (1-3 d.c.r.) | Stabæk    | 23 settembre |

### Finale
| Arbitro: | Pedersen |

|                                           |           |                        |
| Sigurðsson 6’ Finstad 98’ Sigurðsson 106’ | Marcatori | 65’ (rigore) Rushfeldt |

| Stabæk | Rosenborg |

#### Formazioni
| Stabæk (4-4-2)   |   |                      |      |     |
|                  |   |                      |      |     |
| POR              | ? | Frode Olsen          |      |     |
| TD               | ? | André Flem           | 104’ |     |
| DC               | ? | Inge André Olsen     | 116’ |     |
| DC               | ? | John Arvid Skistad   |      |     |
| TS               | ? | Christian Holter     |      |     |
| CLD              | ? | Jesper Jansson       | 83’  |     |
| CEN              | ? | Martin Andresen      |      |     |
| CEN              | ? | Tommy Svindal Larsen | 119’ |     |
| CLS              | ? | Tommy Stenersen      | 91’  | 49’ |
| ATT              | ? | Petter Belsvik       |      |     |
| ATT              | ? | Helgi Sigurðsson     |      |     |
| A disposizione:  |   |                      |      |     |
| DIF              | ? | Niclas Svensson      | 116’ |     |
| CEN              | ? | Andreas Hauger       | 119’ |     |
| CEN              | ? | Richard Ackon        |      |     |
| CEN              | ? | Axel Kolle           |      |     |
| ATT              | ? | Thomas Finstad       | 91’  |     |
| Allenatore:      |   |                      |      |     |
| Anders Linderoth |   |                      |      |     |

| Rosenborg (4-3-3) |   |                     |      |
|                   |   |                     |      |
| POR               | ? | Jørn Jamtfall       |      |
| TD                | ? | Erik Hoftun         |      |
| DC                | ? | Christer Basma      | 20’  |
| DC                | ? | Bjørn Otto Bragstad |      |
| TS                | ? | André Bergdølmo     |      |
| CEN               | ? | Roar Strand         | 82’  |
| CEN               | ? | Bent Skammelsrud    |      |
| CEN               | ? | Runar Berg          |      |
| ATT               | ? | Børge Hernes        | 60’  |
| ATT               | ? | Sigurd Rushfeldt    |      |
| ATT               | ? | Mini Jakobsen       | 102’ |
| A disposizione    |   |                     |      |
| CEN               | ? | Fredrik Winsnes     | 82’  |
| CEN               | ? | Jan-Derek Sørensen  | 102’ |
| ATT               | ? | Tore André Dahlum   | 60’  |
| Allenatore:       |   |                     |      |
| Trond Sollied     |   |                     |      |